# Рыбас, Тарас Михайлович
Тарас Михайлович Рыбас (14 марта 1919, Старые Санжары, Полтавская область — 12 марта 1977, Полтава) — русский советский писатель и редактор, брат известного учёного в области электротехники Юрия Михайловича Рибаса.

## Биография
Тарас Рыбас родился 14 марта 1919 года в Старых Санжарах, Полтавской губернии, в семье земских работников. Его дед, Ипполит Петрович Рыбас, был земским гласным (депутатом) и попечителем земского училища, отец Михаил Ипполитович — участником Первой Мировой войны, телеграфистом, комиссаром финансов Старо-Санжарского Совета, потом бухгалтером. Мать Александра Павловна Рыбас (Кислова) была заведующей акушерским пунктом.
В 1937 году окончил школу и поступил в Новочеркасский инженерно-мелиоративный институт. Из-за тяжёлой спортивной травмы ушёл с 4-го курса.
Участвовал в Великой Отечественной войне. В 1943 году служил в Старобельской части ПВО. Потом работал литсотрудником Старобельской районной газеты «Колгоспне життя».
После переезда в Ворошиловград с 1944 по 1959 год работал в газете «Ворошиловградская правда» литсотрудником, заведующим отделом, литературным редактором. В течение нескольких лет работал редактором областного книжного издательства. В 1965 году стал основателем и первым руководителем вновь образованной Луганской писательской организации в составе Союза советских писателей Украины.
В 1952 году заочно окончил историко-филологический факультет Луганского педагогического института имени Т. Г. Шевченко.
Автор книг «Встречи», «Марийка», «Небо будет ясным», романов «Сын погибшего», «Красный снег», пьес «Сыновья» (в соавторстве) и «Живая цепь», поставленных на радио, телевидении и на сцене Луганского русского драматического театра.

Тематикой произведений были: героическая история Донбасса, жизнь и труд шахтеров, сельских тружеников, становление молодёжи, события Гражданской и Отечественной войн, восстановление народного хозяйства после военной разрухи (роман «Сын погибшего»), борьба за мир («Небо будет ясным»).
Наиболее масштабным произведением Т. М. Рыбаса является роман «Красный снег», удостоенный в 1971 году премии Союза писателей и ВЦСПС за лучшее произведение рабочей тематики (не раз переиздавался массовыми тиражами). В основе романа — события Гражданской войны на Донбассе в течение 1918—1919 годов.
Избирался членом правления Союза писателей УССР, членом Республиканского Комитета по Шевченковским премиям, кандидатом в члены обкома партии, удостоен ордена Трудового Красного Знамени.
Луганская писательская организация сразу после основания стала местом, где молодые литераторы получали помощь старших товарищей, благожелательную критику, а иногда — поддержку в трудных обстоятельствах.
Начинающие писатели и поэты Валерий Полуйко, Анатолий Романенко, Александр Лебединский, Леонид Коломойцев, Вениамин Мальцев нашли в лице Т. М. Рыбаса умелого и заботливого наставника. В 1966 году, во всесоюзном журнале «Юность», благодаря Т. М. Рыбасу, была напечатана повесть «Всем смертям назло» молодого шахтёра Владислава Титова, потерявшего руки при аварии, писавшего зажатым в зубах карандашом. Т. М. Рыбас был «литературным отцом» своего племянника, известного русского писателя Святослава Рыбаса.
В качестве ответственного секретаря писательской организации Т. М. Рыбас стал одним из организаторов культурной жизни Донбасса 1960-70-х годов. Активно участвовал в организации и проведении [slovar.wikireading.ru/2440238 Дней искусства и литературы] в Луганске и области, принимал участие в Днях искусства и литературы в Тюмени, Сыктывкаре, Казани.
Писательской организацией практиковались «Встречи с читателями», когда и зрелые, и молодые литераторы собирали Вечера встреч в городах Луганской области, а также приходили на предприятия и общались напрямую с людьми.
В советском литературном сообществе и в Киеве, и в Москве Т. М. Рыбас обладал большим авторитетом как писатель с ярко выраженной гражданской позицией. Киев в те годы отличался, с одной стороны, повышенной охранительной активностью цензуры, с другой — националистическими настроениями интеллигенции. И то, и другое Т. М. Рыбасу было чуждо: цензура — как честному писателю, национализм — как интеллигенту из народа, понимавшему неразрывность русской и украинской культур.
Т. М. Рыбасу указывали на недопустимость внимания к личностям Нестора Махно, Антона Деникина, Владимира Винниченко в романе «Красный снег». Роман впервые был издан в московском издательстве «Советский писатель», и это вызвало ревность киевских коллег Т. М. Рыбаса.
Т. М. Рыбас скончался 12 марта 1977 года, за два дня до своего 58-летия, в Полтавской больнице, по пути из Киева в Ворошиловград.

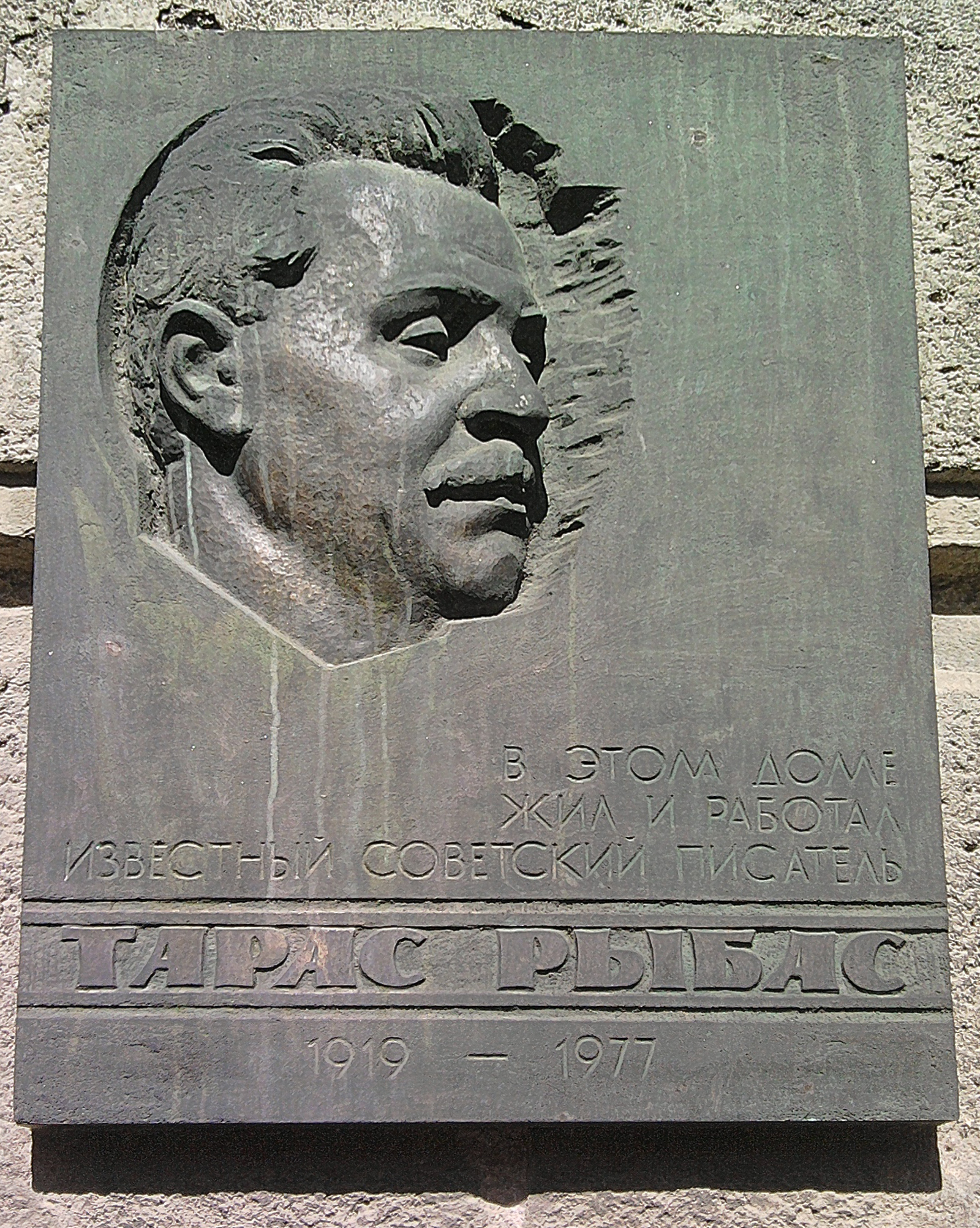
Мемориальная доска по месту жительства в Луганске

## Личная жизнь
Жена — Ирина Петровна. Дети — Наталья и Алексей.

## Сочинения

### Очерк
- «Очарованные»

### Рассказы
- «Встречи» (1955)
- «Марийка» (1959)

### Повести
- «Небо будет ясным» (1962)
- «Отчаянная» (1966)
- «Веселая гора» (1968)
- «Новоселье» (1969)

### Романы
- «Сын погибшего» (1965)
- «Красный снег» (1971)
- «Голос чистых родников» (1977)

## Память
В честь писателя названы улицы в Старобельске и в Луганске.